# Padoziero (stacja kolejowa)
Padoziero (ros. Падозеро, krl. Puaddärvi) – stacja kolejowa w miejscowości Padoziero, w rejonie priażyńskim, w Karelii, w Rosji. Położona jest na linii Suojarwi – Pietrozawodsk.
Stacja powstała w 1940.

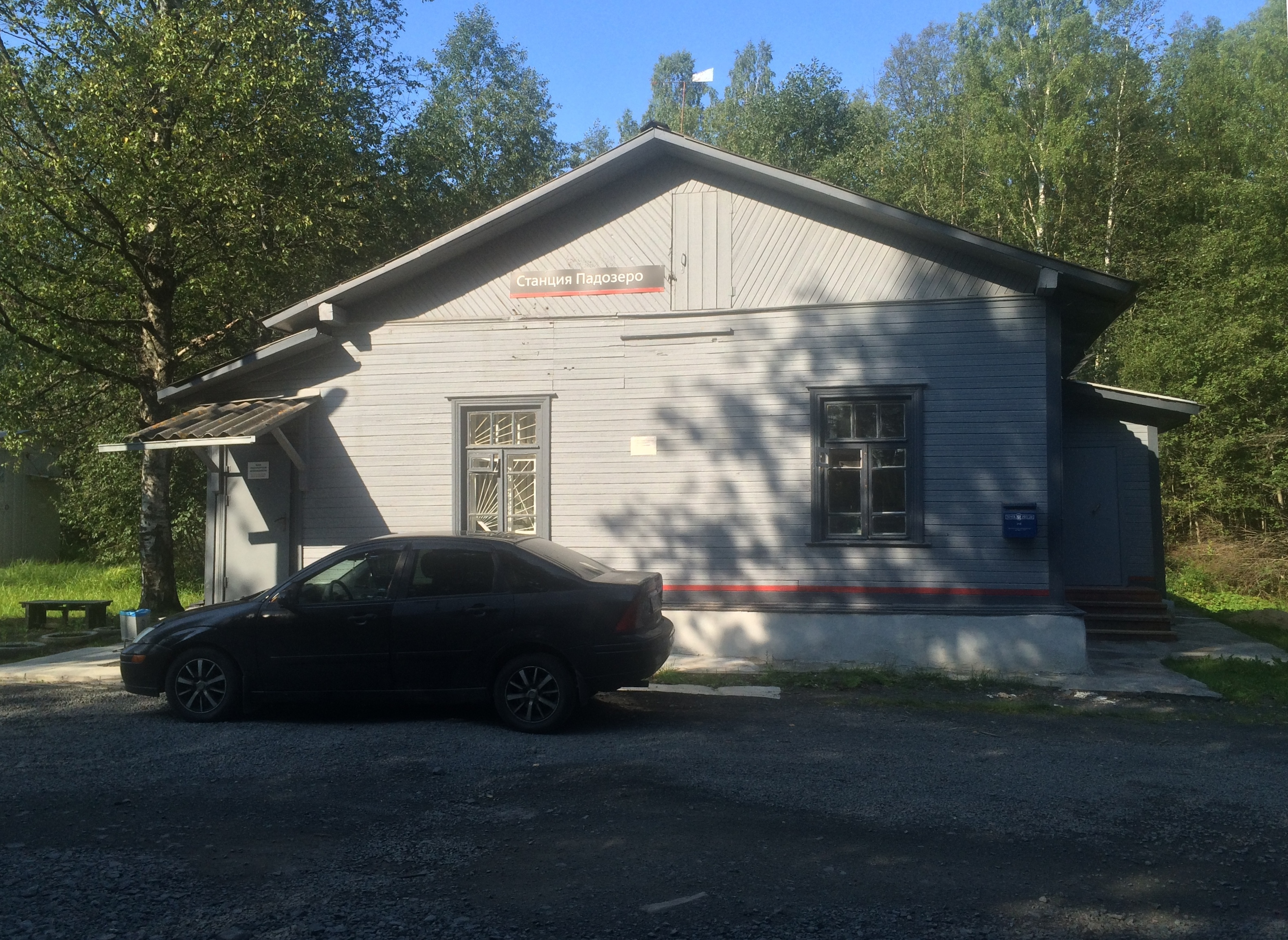
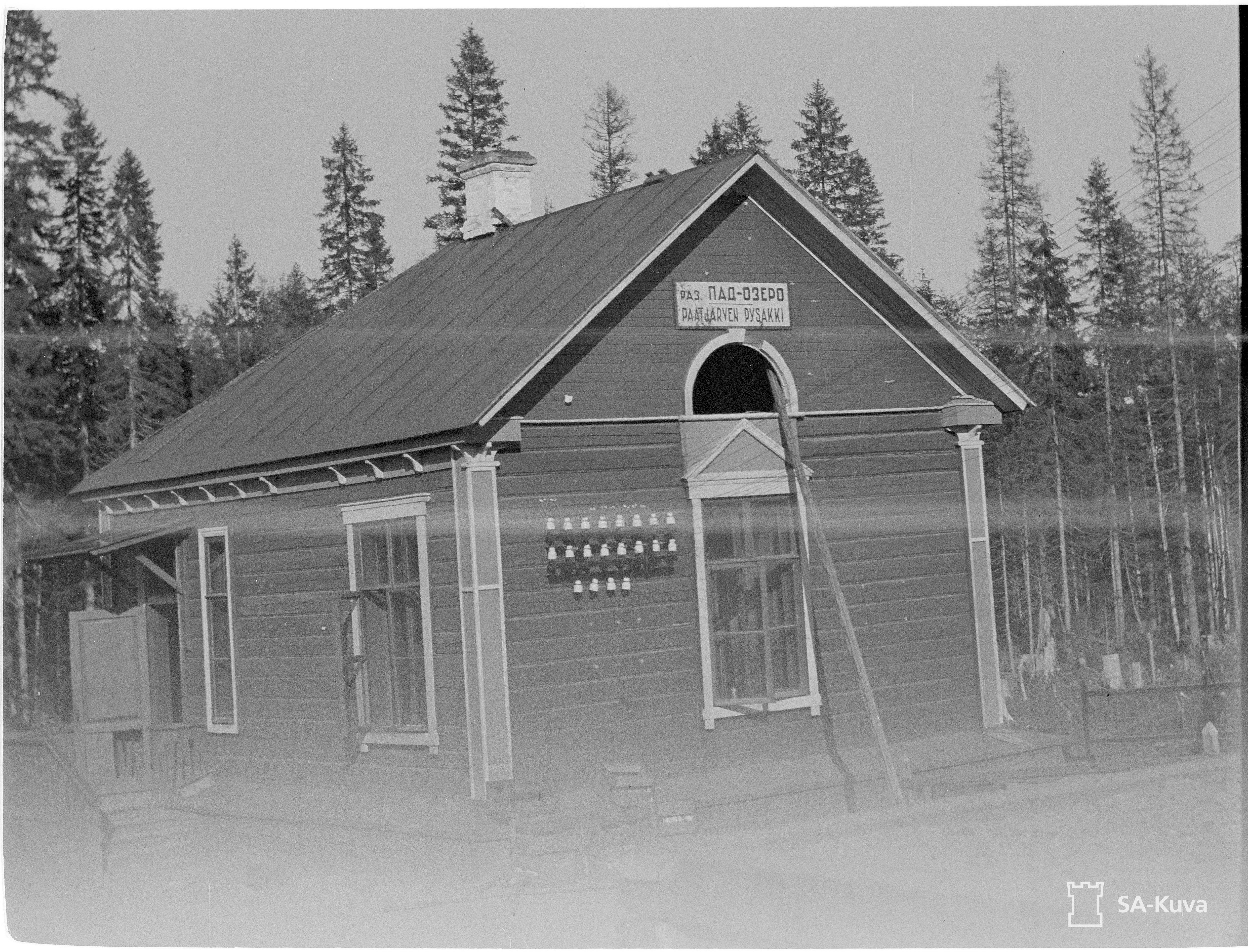
stacja w okresie okupacji fińskiej